# Dillingen (Luxemburg)
Dillingen  (en luxemburguès: Déiljen; en alemany: Dillingen) és una vila de la comuna de Beoufort situada al districte de Grevenmacher del cantó d'Echternach. Està a uns 30 km de distància de la ciutat de Luxemburg.